# Vendula Haldin
Vendula Haldin, rozená Klechová, (* 26. února 1981, Brno) je česká reprezentantka v orientačním běhu v současnosti žijící v norském Haldenu. Jejím největším úspěchem je deváté místo ze závodu ve sprintu na světovém poháru v roce 2005 a stříbrná medaile z juniorského mistrovství světa 1997. V současnosti běhá za český klub Tesla Brno a ve Skandinávii za norský klub Halden SK. V soukromém životě je zaměstnána jako fyzioterapeutka. Se svým manželem, finským reprezentantem v orientačním běhu Matsem Haldinem, má dceru Hannu.

## Sportovní kariéra

### Umístění na MS a ME
| Přehled úspěchů na Mistrovství světa | Přehled úspěchů na Mistrovství světa | Přehled úspěchů na Mistrovství světa | Přehled úspěchů na Mistrovství světa | Přehled úspěchů na Mistrovství světa |
| Mistrovství světa                    | Sprint                               | Middle                               | Long                                 | Štafety                              |
| ------------------------------------ | ------------------------------------ | ------------------------------------ | ------------------------------------ | ------------------------------------ |
| Tampere 2001                         | X                                    | 38. místo                            | 55. místo                            | X                                    |
| Västerås 2004                        | X                                    | 21. místo                            | X                                    | 9. místo                             |
| Aichi 2005                           | 27. místo                            | 39. místo                            | X                                    | X                                    |
| Miskolc 2009                         | X                                    | 17. místo                            | X                                    | X                                    |
| Trondheim 2010                       | X                                    | 15. místo                            | 14. místo                            | 6. místo                             |
| Lausanne 2012                        | X                                    | X                                    | 17. místo                            | X                                    |

| Přehled úspěchů na Mistrovství Evropy | Přehled úspěchů na Mistrovství Evropy | Přehled úspěchů na Mistrovství Evropy | Přehled úspěchů na Mistrovství Evropy | Přehled úspěchů na Mistrovství Evropy |
| Mistrovství Evropy                    | Sprint                                | Middle                                | Long                                  | Štafety                               |
| ------------------------------------- | ------------------------------------- | ------------------------------------- | ------------------------------------- | ------------------------------------- |
| Sümeg 2002                            | X                                     | 31. místo                             | X                                     | 9. místo                              |
| Otepää 2006                           | X                                     | 45. místo                             | X                                     |                                       |
| Primorsko 2010                        | X                                     | 17. místo                             | 8. místo                              | 4. místo                              |
| Falun 2012                            | X                                     | Q15. místo                            | 27. místo                             | 7. místo                              |

| Přehled úspěchů na Mistrovství světa juniorů | Přehled úspěchů na Mistrovství světa juniorů | Přehled úspěchů na Mistrovství světa juniorů | Přehled úspěchů na Mistrovství světa juniorů | Přehled úspěchů na Mistrovství světa juniorů |
| Mistrovství světa juniorů                    | Sprint                                       | Middle                                       | Long                                         | Štafety                                      |
| -------------------------------------------- | -------------------------------------------- | -------------------------------------------- | -------------------------------------------- | -------------------------------------------- |
| Leopoldsburg 1997                            | X                                            | 41. místo                                    | 69. místo                                    | 2. místo                                     |
| Reims 1998                                   | X                                            | 44. místo                                    | 47. místo                                    | 5. místo                                     |
| Varna 1999                                   | X                                            | 4. místo                                     | 5. místo                                     | 4. místo                                     |
| Nové Město 2000                              | X                                            | 8. místo                                     | 5. místo                                     | 4. místo                                     |
| Miskolc 2001                                 | X                                            | 7. místo                                     | 6. místo                                     | X                                            |

### Umístění na MČR
| Umístění na Mistrovství České republiky v orientačním běhu | Umístění na Mistrovství České republiky v orientačním běhu | Umístění na Mistrovství České republiky v orientačním běhu | Umístění na Mistrovství České republiky v orientačním běhu | Umístění na Mistrovství České republiky v orientačním běhu | Umístění na Mistrovství České republiky v orientačním běhu | Umístění na Mistrovství České republiky v orientačním běhu | Umístění na Mistrovství České republiky v orientačním běhu | Umístění na Mistrovství České republiky v orientačním běhu | Umístění na Mistrovství České republiky v orientačním běhu | Umístění na Mistrovství České republiky v orientačním běhu |
| Ročník                                                     | Kategorie                                                  | Klasická                                                   | Krátká                                                     | Sprint                                                     | Dlouhá                                                     | Noční                                                      | Ranking                                                    | Členství v klubu                                           | Štafety                                                    | Kluby                                                      |
| ---------------------------------------------------------- | ---------------------------------------------------------- | ---------------------------------------------------------- | ---------------------------------------------------------- | ---------------------------------------------------------- | ---------------------------------------------------------- | ---------------------------------------------------------- | ---------------------------------------------------------- | ---------------------------------------------------------- | ---------------------------------------------------------- | ---------------------------------------------------------- |
| MČR 1994                                                   | D16 – mladší dorostenky                                    |                                                            | 8. místo                                                   |                                                            |                                                            |                                                            |                                                            | SKOB Horní Benešov                                         |                                                            |                                                            |
| MČR 1995                                                   | D16 – mladší dorostenky                                    |                                                            | 2. místo                                                   |                                                            |                                                            |                                                            |                                                            | SKOB Horní Benešov                                         |                                                            |                                                            |
| MČR 1995                                                   | D18 – starší dorostenky                                    |                                                            |                                                            |                                                            |                                                            |                                                            |                                                            | SKOB Horní Benešov                                         | 8. místo                                                   |                                                            |
| MČR 1996                                                   | D16 – mladší dorostenky                                    | 1. místo                                                   | 1. místo                                                   |                                                            |                                                            | 3. místo                                                   |                                                            | OK Jilemnice                                               |                                                            |                                                            |
| MČR 1996                                                   | D18 – starší dorostenky                                    |                                                            |                                                            |                                                            | 12. místo                                                  |                                                            |                                                            | OK Jilemnice                                               | 1. místo                                                   | 4. místo                                                   |
| MČR 1997                                                   | D16 – mladší dorostenky                                    | 3. místo                                                   | 2. místo                                                   |                                                            |                                                            |                                                            |                                                            | OK Jilemnice                                               |                                                            |                                                            |
| MČR 1997                                                   | D18 – starší dorostenky                                    |                                                            |                                                            |                                                            | 7. místo                                                   |                                                            |                                                            | OK Jilemnice                                               |                                                            | 6. místo                                                   |
| MČR 1998                                                   | D18 – starší dorostenky                                    | 2. místo                                                   |                                                            |                                                            | 1. místo                                                   |                                                            |                                                            | OK Jilemnice                                               | 4. místo                                                   |                                                            |
| MČR 1999                                                   | D18 – starší dorostenky                                    | 8. místo                                                   | 1. místo                                                   |                                                            |                                                            |                                                            | 24. místo                                                  | OK Jilemnice                                               | 2. místo                                                   | 6. místo                                                   |
| MČR 2000                                                   | D20 – juniorky                                             | 2. místo                                                   | 2. místo                                                   |                                                            | 1. místo                                                   |                                                            | 6. místo                                                   | KOS TJ Tesla Brno                                          |                                                            |                                                            |
| MČR 2000                                                   | D21 – ženy                                                 |                                                            |                                                            | 3. místo                                                   |                                                            |                                                            |                                                            | KOS TJ Tesla Brno                                          | 2. místo                                                   | 1. místo                                                   |
| MČR 2001                                                   | D20 – juniorky                                             | 1. místo                                                   |                                                            |                                                            |                                                            |                                                            |                                                            | KOS TJ Tesla Brno                                          |                                                            |                                                            |
| MČR 2001                                                   | D21 – ženy                                                 |                                                            |                                                            |                                                            |                                                            |                                                            | 7. místo                                                   | KOS TJ Tesla Brno                                          | 1. místo                                                   | 4. místo                                                   |
| MČR 2002                                                   | D21 – ženy                                                 | 3. místo                                                   | 9. místo                                                   | 1. místo                                                   |                                                            |                                                            | 6. místo                                                   | KOS TJ Tesla Brno                                          | 4. místo                                                   | 2. místo                                                   |
| MČR 2003                                                   | D21 – ženy                                                 |                                                            |                                                            | 5. místo                                                   | 5. místo                                                   |                                                            | 6. místo                                                   | KOS TJ Tesla Brno                                          |                                                            |                                                            |
| MČR 2004                                                   | D21 – ženy                                                 | 4. místo                                                   | 6. místo                                                   | 6. místo                                                   |                                                            |                                                            | 5. místo                                                   | KOS TJ Tesla Brno                                          | 1. místo                                                   | 5. místo                                                   |
| MČR 2005                                                   | D21 – ženy                                                 | 1. místo                                                   |                                                            | 11. místo                                                  |                                                            |                                                            | 327. místo                                                 | KOS TJ Tesla Brno                                          | 3. místo                                                   | 2. místo                                                   |
| MČR 2006                                                   | D21 – ženy                                                 |                                                            |                                                            |                                                            |                                                            |                                                            | 755. místo                                                 | KOS TJ Tesla Brno                                          |                                                            |                                                            |
| MČR 2007                                                   | D21 – ženy                                                 |                                                            |                                                            | 21. místo                                                  |                                                            |                                                            | 372. místo                                                 | KOS TJ Tesla Brno                                          | disk                                                       | 5. místo                                                   |
| MČR 2008                                                   | D21 – ženy                                                 | 4. místo                                                   |                                                            |                                                            |                                                            |                                                            | 432. místo                                                 | KOS TJ Tesla Brno                                          |                                                            |                                                            |